# Rosi Pettinger
Rose Pettinger oder Rosi Pettinger (* 16. September 1933) ist eine ehemalige deutsche Eiskunstläuferin und Deutsche Meisterin von 1955 bis 1956 bei den Damen.
Sie repräsentierte den Münchener Eislauf-Verein von 1883. Sie nahm 1956 an den Olympischen Winterspielen teil und wurde dort 10.

## Erfolge/Ergebnisse
| Wettbewerb/Wintersaison  | 1953 | 1954 | 1955 | 1956 |
| ------------------------ | ---- | ---- | ---- | ---- |
| Olympische Winterspiele  | -    | -    | -    | 10.  |
| Weltmeisterschaften      | 14.  | 13.  | 11.  | -    |
| Europameisterschaften    | 19.  | 6.   | 11.  | 4.   |
| Deutsche Meisterschaften | 3.   | 2.   | 1.   | 1.   |